# Герден
Герден (на немски: Gehrden) е град в окръг Хановер, в Долна Саксония, Германия, с 14 550 жители (31 декември 2014).
Намира се на ок. 10 km югозападно от Хановер.